# Aglaoschema violaceipenne
Aglaoschema violaceipenne är en skalbaggsart som först beskrevs av Aurivillius 1897.  Aglaoschema violaceipenne ingår i släktet Aglaoschema och familjen långhorningar. Inga underarter finns listade i Catalogue of Life.